# 长昆客运专线
长昆客运专线是沪昆客运专线长沙至昆明段的别称，连接湖南省长沙市与云南省昆明市。
长昆客运专线全长1167公里，客运专线，设计时速300公里，預留提速350公里/小時的條件，2010年3月26日召开建设动员大会，9月正式开工建设。其中长沙南到新晃西于2014年12月16日通车，新晃西到贵阳北段于2015年6月18日通车，其余部分已於2016年12月28日通車。

## 车站
湖南省设长沙南、湘潭北、韶山南、娄底南、邵阳北、新化南、溆浦南、怀化南、芷江、新晃西10座车站，贵州省设铜仁南（原名玉屏东）、三穗、凯里南、贵定北、贵阳东、贵阳北、平坝南、安顺西、关岭、普安、盘县11座车站，云南省设富源北、曲靖北、嵩明、昆明南等4座车站。

## 历史
- 2008年7月，铁道部重新制定并发布了新的《中长期铁路网规划》，规划中将杭长客运专线向西延伸，经贵阳至云南昆明，新建长昆客运专线。
- 2008年12月6日至7日，铁道部联合铁路沿线市县政府、中咨公司、上海铁路局、南昌铁路局、广州铁路集团、成都铁路局、昆明铁路局等单位，在长沙召开了“杭长、长昆铁路客运专线预可研审查会”，决定了杭长昆客运专线的走向[4]。
- 2014年12月16日，长昆客运专线长沙南站到新晃西站的滬昆客運專線湘西段正式通车运行[2]。
- 2015年6月17日，长昆客运专线新晃西-贵阳北段开始售票，次日开通运营，首发列车为贵阳北至长沙南的G3002次[5]，但初期只开通长沙南-贵阳北之间的6对列车[6]。
- 2016年5月31日，长昆客运专线贵州西段和云南段路轨顺利合龙，标志着铺轨工作的完成[7]。
- 2016年7月5日，长昆客运专线贵州西段和云南段开始联调联试[8]。
- 2016年12月28日，长昆客运专线贵州西段和云南段通车运营。

## 爭議

### 邵阳选址争议
長昆客運專線湖南段的走向曾有三套備選方案，其中兩套經過邵阳，2008年12月鐵道部、鐵路途經地領導與相關專家在长沙召開的會議上推薦了經過冷水江、新化的方案。邵陽隨即爆發簽名、請願活動，被戲稱為民間「保路運動」，網路論壇爭吵尤為激烈。當年12月27日，中鐵三院從冷水江、新化改到邵陽勘察，引發新化、冷水江居民恐慌並出現了類似邵陽的民間運動及網路爭辯。參與爭議者以受過高等教育的年輕人居多，一些在外地工作的人也回鄉「護路」，甚至有為此辭職者。由於難免存在語言暴力，爭吵最激烈時，論壇不得不大量刪除含「滬昆」字樣的帖子。而雙方為避免混入「間諜」，亦對新加入陣營者採取檢查口音等措施。
爭辯中，冷、新居民主要認為，鐵路經過邵陽需增加14公里長度，不利於節省時間。另外鐵路也應照顧到類似新化的國家級貧困縣，而已规划有懷邵衡鐵路的邵陽無需再多一條鐵路。邵陽居民則主要認為，經過邵陽雖然路程增長，但避開了雪峰山脉，降低了施工難度。且現有鐵路幹線滬昆鐵路已途經冷水江、新化，與之相比，途經邵陽的懷邵衡鐵路只是渝廈鐵路的一段。作為地级市的邵陽不能再次錯過鐵路幹線。
最終確定的方案中，與中國大陸先前的高速鐵路類似，基本符合省會優先、其餘地區取直的特徵，在省會長沙附近向北繞道，而婁底、懷化之間取直線。作為妥協，在邵陽市新邵縣坪上鎮设邵阳北站，坪上與冷水江、涟源、邵阳等地開通高速公路，在新化縣洋溪镇设新化南站。但由於坪上的實際位置較邵陽市區甚遠，而較冷水江、涟源反而更近，邵陽民間尚未認可。
由于邵阳北站最终选择建在新邵县坪上镇东岭村，且高铁站附近通往市区的公交车或出租车很少，故该站给前往市区的人士带来不便。此前报道称曾经有一名女士，从娄底乘坐高铁出发前往邵阳市区的酒店参加闺蜜的婚礼，到达该站后发现该站位于新邵县，于是乘坐黑车前往邵阳市区。但当她赶到酒店的时候才察觉到婚礼早已结束。

### 绕行长沙
長昆客專在與同屬滬昆客運專線的杭長客運專線連接處向北繞道長沙，而株洲只獲得了在县级市醴陵的車站（醴陵东站），亦引發了一些爭議。

### 工程质量争议
2017年10月28日，中国铁路总公司发布内部通报，称沪昆高铁贵州段部分隧道存在偷工减料、内业资料弄虚作假等严重质量问题，参与相关建设的中铁二十局、中铁二十三局、中铁十七局、中铁二十二局等单位因此受到不同程度的处罚。